# Jim Bradbury
Jim Bradbury (Londen, 27 februari 1937 – januari 2023) was een Brits historicus, die gespecialiseerd is in de militaire geschiedenis van de middeleeuwen.
Bradbury doceerde geschiedenis aan het West London Institute of Higher Education (voordat het in 1985 fuseerde met de Brunel-universiteit).

## Beknopte bibliografie
- Shakespeare and his Theatre, Londen, 1975. ISBN 0-582-20539-5
- The Medieval Archer, Londen, 1985. ISBN 0-85115-194-9
- Introduction to The Buckinghamshire Domesday, Londen, 1988. ISBN 0-948459-86-7
- The Medieval Siege, Londen, 1992. ISBN 1-85285-528-2
- Stephen and Matilda: Civil War of 1139-53, Stroud, 1996. ISBN 0-7509-0612-X
- Philip Augustus: King of France, 1180-1223, Londen, 1997. ISBN 0-582-06058-3
- The Battle of Hastings, Stroud, 1998. ISBN 0-7509-1291-X
- The Routledge Companion to Medieval Warfare, Londen, 2004. ISBN 0-415-22126-9
- The Capetians: Kings of France 987-1314, Londen, 2007. ISBN 1-85285-528-2
- Robin Hood, Stroud, 2010. ISBN 978-1-84868-185-9

### Samenwerking
Samen met Matthew Bennett, Kelly DeVries, Ian Dickie en Phyllis Jestice:
- Fighting Techniques of the Medieval World, Stroud, 2005. ISBN 1-86227-299-9